# Sentencia del Tribunal Constitucional sobre la cuestión de confianza planteada el 17 de noviembre de 2022
La Sentencia del Tribunal Constitucional sobre la cuestión de confianza planteada el 17 de noviembre de 2022 fue adoptada por mayoría el 30 de mayo de 2023 en respuesta a la demanda competencial instaurada por el Congreso de la República del Perú contra la administración del entonces presidente Pedro Castillo por la cuestión de confianza planteada el 17 de noviembre de 2022 por su primer ministro Aníbal Torres Vásquez con la finalidad de obtener del Congreso la aprobación del Proyecto de Ley 3570/2022-PE que proponía derogar la Ley N° 31399, y cuyo rechazo por improcedente había sido interpretado como una denegatoria de la misma, según el acuerdo adoptado en sesión de consejo de ministros del 24 de noviembre de 2022.
La sentencia declaró fundada la demanda, dándole la razón al Congreso, y en consecuencia declaró nulo el Acuerdo del Consejo de Ministros de fecha 24 de noviembre de 2022, en cuanto establecía que el rechazo de plano de la cuestión de confianza supone el rehusamiento o denegatoria de la misma, estableciendo que en ningún supuesto el Poder Ejecutivo se encuentra habilitado para realizar una interpretación contraria a la que sobre el particular haya realizado el Congreso de la República, ni tampoco se encuentra habilitado para asumir que ha existido una denegatoria fáctica de la misma, lo cual es contrario a la Constitución, pues la denegatoria siempre debe ser expresa y la decide el parlamento.
Esta sentencia significa un apartamiento del anterior criterio expresado por el tribunal en su sentencia sobre la disolución del Congreso de la República del Perú en 2019 en la cual avaló la acción del Poder Ejecutivo de interpretar que en dicha oportunidad se había producido una denegatoria "fáctica" o "tácita" a la cuestión de confianza planteada por el gobierno de turno.
Tras la publicación del veredicto, la recepción de la sentencia fue mixta; algunos constitucionalistas consideraron que la sentencia era correcta, y que incluso el expresidente del Consejo de Ministros Aníbal Torres y los ministros que firmaron el Acta de la Sesión del Consejo de Ministros del día 24 de noviembre de 2022, podrían ser denunciados al haber quedado establecido que dicho acto fue inconstitucional. Por otro lado, algunos criticaron el fallo, considerando más bien que altera el mencionado equilibrio de poder entre el poder ejecutivo y el legislativo. La expresidenta del TC Marianella Ledesma, afirmó "es un mal mensaje para la futura relación Ejecutivo-Congreso porque rompe el equilibrio de poderes".

## Antecedentes

### La "cuestión de confianza" en el ordenamiento constitucional peruano
La cuestión de confianza en el Perú es un instrumento constitucional con el que cuenta el poder ejecutivo, mediante el cual el presidente del Consejo de Ministros, en nombre del gabinete en su conjunto, o los ministros individualmente, solicitan el refrendo expreso del Congreso de la República a la conformación de un nuevo gabinete o a una política o iniciativa de gestión. 
El Tribunal Constitucional del Perú, en una sentencia de 2018, categoriza la cuestión de confianza en dos tipos: una obligatoria y una facultativa. La primera es la que se denomina comúnmente como voto de investidura (cada vez que se designa un nuevo gabinete) y la segunda es la solicitada por el poder ejecutivo como respaldo a determinadas medidas o acciones de gobierno. En caso de una denegatoria de confianza, se produce la crisis total del gabinete y los ministros se encuentran obligados a renunciar.
El uso de este mecanismo reviste una importancia fundamental, dado que el artículo 134° de la  Constitución Política del Perú de 1993 establece que si el Congreso niega la confianza a dos gabinetes, el presidente queda habilitado para disolverlo y convocar a nuevas elecciones parlamentarias:

Artículo 134 El Presidente de la República está facultado para disolver el Congreso si éste ha censurado o negado su confianza a dos Consejos de Ministros.
El decreto de disolución contiene la convocatoria a elecciones para un nuevo Congreso. Dichas elecciones se realizan dentro de los cuatro meses de la fecha de disolución, sin que pueda alterarse el sistema electoral preexistente.
No puede disolverse el Congreso en el último año de su mandato. Disuelto el Congreso, se mantiene en funciones la Comisión Permanente, la cual no puede ser disuelta.
No hay otras formas de revocatoria del mandato parlamentario.
Bajo estado de sitio, el Congreso no puede ser disuelto.
Constitución Política del Perú de 1993

### Aprobación de la Ley N° 31399
El 30 de enero de 2022, el Congreso aprobó la Ley N° 31399 que modificó los artículos 40° y 44° de la Ley N° 26300 que regula los Derechos de Participación y Control Ciudadanos, añadiendo una precisión según la cual no se pueden someter a referéndum las normas que no se tramiten según el procedimiento establecido en el artículo 206° de la Constitución Política del Perú:

“Artículo 40.- Improcedencia de referéndum

No pueden someterse a referéndum las materias y normas a que se refiere el segundo párrafo del artículo 32 de la Constitución, ni aquellas que no se tramiten según el procedimiento establecido en el primer párrafo del artículo 206 de la Constitución Política.

Cabe señalar que el artículo 206° de la Constitución Política del Perú establece que toda reforma constitucional debe ser aprobada por el Congreso con mayoría absoluta del número legal de sus miembros, y ratificada mediante referéndum, pudiendo omitirse el referéndum cuando el acuerdo del Congreso se obtiene en dos legislaturas ordinarias sucesivas con una votación favorable, en cada caso, superior a los dos tercios del número legal de congresistas. En consecuencia, quedó ratificado que para convocar válidamente un referéndum con la finalidad de modificar o reformar la Constitución, era necesario que dicha modificación o reforma fuera primero aprobada por el Congreso de la República. 
Con fecha 24 de noviembre de 2022, el Tribunal Constitucional declaró infundada una demanda del poder ejecutivo que cuestionaba la constitucionalidad de esta ley, estableciendo que la norma era plenamente válida y acorde con la Constitución.

### Planteamiento de la cuestión de confianza
El 17 de noviembre de 2022, el gobierno del presidente Pedro Castillo, a través de su Primer Ministro Aníbal Torres, presentó una cuestión de confianza con la finalidad de que se apruebe el Proyecto de Ley 3570/2022-PE que proponía derogar la Ley N° 31399, que en su opinión limitaba los derechos de participación y control de la ciudadanía, mediante referéndum, en las reformas constitucionales. Torres dijo que el proyecto del Gobierno “restablece la participación política del pueblo” mediante la eliminación de los límites al referéndum que establece la Ley 31399 y, por ese motivo, plantea una “cuestión de confianza en nombre del Consejo de Ministros”.

### El Congreso rechaza de plano de la cuestión de confianza
Con fecha 24 de noviembre de 2022, el Congreso rechazó de plano la cuestión de confianza planteada por el presidente del Consejo de Ministros, indicando que el proyecto de ley 3570 para derogar la Ley N° 31399, se refiere a dos competencias exclusivas del Poder Legislativo sobre las cuales el Poder Ejecutivo no puede hacer cuestión de confianza, por lo que la intención del gobierno colisiona con el artículo 206 de la Constitución Política del Perú. El Presidente del Congreso señaló a este respecto que la cuestión de confianza planteada, no se refiere a una política general de gobierno, por lo que vulnera las competencias del Congreso de la República, amenaza el principio de separación de poderes y condiciona la decisión del Poder Legislativo, y que todo intento del Presidente del Consejo de Ministros por interpretar el sentido de la decisión  del Poder Legislativo, excede el marco constitucional y legal, porque afecta la separación de poderes. La parte resolutiva del Acuerdo N° 061-2022-2023/MESA-CR del Congreso señala:

ACUERDA

PRIMERO.- Rechazar de plano la cuestión de confianza planteada por el Presidente del Consejo de Ministros a nombre del Consejo, por tratarse de materias prohibidas para el planteamiento de una cuestión de confianza, tal como lo estableció el Tribunal Constitucional en el fundamento 185 de la sentencia recaída en el expediente 006-2019-CC y la Ley 31355, Ley que desarrolla el ejercicio de la cuestión de confianza regulada en el último párrafo del artículo 132 y en el artículo 133 de la Constitución Política del Perú.

### El poder ejecutivo interpreta que la confianza le ha sido denegada
El Poder Ejecutivo, mediante acuerdo adoptado en sesión de consejo de ministros del mismo 24 de noviembre de 2022, interpretó que la confianza de había sido denegada

Sostenemos, entonces, de manera categórica, que el rechazo, rehusamiento, o negación de la cuestión de confianza, se configura con cualquiera de estos mecanismos: la inadmisibilidad, el rechazo de plano, la improcedencia o negación de la cuestión de confianza, para evitar el abuso del derecho o el fraude a la Constitución.

En este caso, "el rechazo de plano de la cuestión de confianza" constituye, a todas luces, una negación de la cuestión de confianza. Por lo tanto, la consecuencia es la crisis total del gabinete.
Acta de la Sesión del Consejo de Ministros del día 24 de noviembre de 2022

### Proceso competencial
El 29 de noviembre de 2022, el Congreso de la República presentó una demanda competencial ante el Tribunal Constitucional con la finalidad de que se revise la legalidad de la decisión del poder ejecutivo de considerar rechazada la cuestión de confianza. El petitorio de la demanda le solicitó el Tribunal Constitucional  lo siguiente:
1. Que se declare que el Poder Ejecutivo carece de competencia para interpretar y concluir, motu proprio, que el Congreso de la República le ha denegado o no la cuestión de confianza que tuvo a bien plantear en la sesión del Pleno del Congreso del día 17 de noviembre del 2022.
2. Que en consecuencia, se deje sin efecto la cuestión de confianza que planteó el presidente del Consejo de Ministros en la sesión del Pleno del Congreso realizada el 17 de noviembre de 2022, para la aprobación del Proyecto de Ley 3570/2022-PE, presentado mediante Oficio N.º 359-2022-PR, de tal manera que el Tribunal Constitucional, al resolver el conflicto de competencias por menoscabo de atribuciones en sentido estricto, garantice el ejercicio de las competencias que la Constitución, el Reglamento del Congreso de la República y la Ley N.º 31355 (ambas leyes orgánicas) le otorgan al Congreso de la República, evitando a su vez que la cuestión de confianza sea empleada por el Poder Ejecutivo de forma arbitraria o indebida, como mecanismo de amenaza o sanción para disolver inconstitucionalmente el Congreso y dar por concluido de forma anticipada un período parlamentario..
3. Que se declare nulo y se deje sin efecto el acuerdo adoptado en la sesión del Consejo de Ministros realizada el día 24 de noviembre de 2022, respecto a la interpretación del sentido del Acuerdo de Mesa Directiva (Acuerdo N.º 061-2022-2023/MESA-CR) que rechazó de plano la cuestión de confianza y respecto a la decisión sobre la cuestión de confianza planteada por el Poder Ejecutivo.

Conjuntamente con la demanda, el Congreso presentó una solicitud de medida cautelar a efectos que el Poder Ejecutivo se abstenga de considerar como denegada la cuestión de confianza que interpuso el entonces Presidente del Consejo de Ministros en la sesión del Pleno del Congreso del 17 de noviembre de 2022; y, en consecuencia, que en el supuesto que el Congreso no conceda la confianza a futuros Consejos de Ministros, no proceda a disolver el Congreso de la República hasta que el Tribunal Constitucional como intérprete supremo de la Constitución haya dictado sentencia firme y definitiva en el presente proceso competencial.

### Decisión del Tribunal sobre la admisibilidad de la demanda y medida cautelar
El 1 de diciembre de 2022, el pleno del Tribunal Constitucional votó por unanimidad admitir a trámite la demanda competencial planteada por el Congreso contra el poder ejecutivo, así como conceder la medida cautelar solicitada. En el Auto mediante el cual el Tribunal concede la medida cautelar ordena lo siguiente: 

RESUELVE

1.    CONCEDER la medida cautelar solicitada.

2.    SUSPENDER cualquier efecto que pudiera derivarse de la decisión del Poder Ejecutivo de interpretar como denegada la confianza a la que se refiere el Acta de la sesión del Consejo de Ministros correspondiente al 24 de noviembre de 2022, sin que se tome en cuenta para los efectos del primer párrafo del artículo 134 de la Constitución. En consecuencia, DISPONER que el Poder Ejecutivo no altere ni modifique la situación de hecho o de derecho del Congreso de la República, en relación con lo precisado en los fundamentos 29 y 30 de la presente resolución.
Auto del Tribunal Constitucional que concede medida cautelar

### Pedro Castillo intenta disolver el Congreso
El 7 de diciembre de 2022, el presidente Pedro Castillo se dirigió al país en un mensaje a la Nación televisado en el cual anunció su decisión de disolver el Congreso de la República, intervenir al Poder Judicial, al Ministerio Público, a la Junta Nacional de Justicia y al Tribunal Constitucional, además de convocar a la elección de un nuevo congreso con facultades constituyentes. La intentona golpista fracasó al carecer de respaldo general y Castillo fue detenido cuando pretendía fugar asilándose en la embajada de México.

## La sentencia y su contenido

### Sentido del fallo
Con fecha 30 de mayo de 2023 se hizo pública la sentencia del Tribunal mediante la cual declaró fundada la demanda, dándole la razón al Congreso, y en consecuencia declaró nulo el Acuerdo del Consejo de Ministros de fecha 24 de noviembre de 2022, en cuanto establecía que el rechazo de plano de la cuestión de confianza supone el rehusamiento o denegatoria de la misma, estableciendo el Tribunal que en ningún supuesto el Poder Ejecutivo se encuentra habilitado para realizar una interpretación contraria a la que sobre el particular haya realizado el Congreso de la República, ni tampoco se encuentra habilitado para asumir que ha existido una denegatoria fáctica de la misma, lo cual es contrario a la Constitución, pues la denegatoria siempre debe ser expresa y la decide el parlamento. 

HA RESUELTO

Declarar FUNDADA la demanda competencial planteada por el Congreso de la República contra el Poder Ejecutivo; en consecuencia, ANULAR el Acuerdo del Consejo de Ministros de fecha 24 de noviembre de 2022, en cuanto establece que el rechazo de plano supone el rehusamiento o denegatoria de la cuestión de confianza.
Sentencia del Tribunal Constitucional EXP. N.° 00004-2022-PCC/TC

 El sentido en que cada magistrado votó fue el siguiente:
| Sentido                     | Magistrados | Total votos |
| --------------------------- | --- | ----------- |
| Fundada la demanda          | Francisco Morales Saravia (Presidente), Luis Gustavo Gutiérrez Ticse, Helder Domínguez Haro, Luz Imelda Pacheco Zerga y César Ochoa Cardich | 5           |
| Fundada en parte la demanda | Manuel Monteagudo Valdez | 1           |
| Inundada la demanda         | | 0           |

Los expresidentes del Tribunal Constitucional Óscar Urviola y Ernesto Álvarez aseguraron que el fallo es correcto. Urviola aseveró que “se cierra esa situación que estaba perturbando las relaciones entre el Ejecutivo y el Legislativo", mientras que Álvarez consideró que el fallo “ha puesto las cosas en su lugar”. Por su parte, el experto jurista Domingo García Belaúnde precisó al respecto que se trata de “una buena sentencia en términos generales, porque se están corrigiendo errores. El criterio correcto es este, porque la cuestión de confianza no puede ser interpretada por el Ejecutivo”. Asimismo, el experto constitucionalista Aníbal Quiroga consideró que el expresidente del Consejo de Ministros Aníbal Torres y los ministros que firmaron el Acta de la Sesión del Consejo de Ministros del día 24 de noviembre de 2022, podrían ser denunciados al haber establecido la sentencia que dicho acto fue inconstitucional.

### Sobre la distinción entre rechazo de plano, improcedencia y rehusamiento de la cuestión de confianza
A este respecto, el Tribunal explica en su sentencia las diferencias conceptuales entre el "rechazo de plano" (el acto realizado por el Congreso con fecha 24 de noviembre de 2022) que es declarada por la Mesa Directiva del Congreso cuando la cuestión de confianza ha sido formulada respecto a materias sobre las que el Poder Ejecutivo no está habilitado por la ley para plantearlas, "la improcedencia" que es declarada por el pleno del Congreso cuando la cuestión de confianza no cumple con los requisitos del artículo 86 del Reglamento del Congreso y el "rehusamiento o negación" declarado también por el pleno, cuando la intención del Congreso es en efecto censurar al gabinete o discrepar en la política sobre la que ha formulado cuestión de confianza. Solamente esta última es la que contemplan los artículos 132.º y 133.º de la Constitución como causales que habilitan al Presidente de la República (en caso ocurra dos veces) a disolver el congreso de conformidad de conformidad con el artículo 134° de la misma, tal y como así lo precisa la sentencia en sus fundamentos 60 y 61:

60. En conclusión, el artículo 86 del Reglamento del Congreso de la República regula los procedimientos parlamentarios seguidos para resolver tres tipos de cuestiones:

i. el rechazo de plano;

ii. la improcedencia;
 
iii. el rechazo, rehusamiento o negación.

61. Queda claro que el rechazo de plano y la improcedencia no califican como rehusamiento, denegatoria o rechazo de la cuestión de confianza a la que se hace referencia en los artículos 132 y 133 de la Constitución.
Sentencia del Tribunal Constitucional EXP. N.° 00004-2022-PCC/TC

## Impacto de la sentencia
Si bien la sentencia se dictó cuando Pedro Castillo ya había sido destituido del cargo de presidente, ésta y la decisión judicial de otorgar la medida cautelar a favor del Congreso el 1 de diciembre de 2022, confirman que el intento de golpe de Estado de Pedro Castillo del 7 de diciembre de 2022 fue ilegal, pues quedó establecido que la cuestión de confianza propuesta el 17 de noviembre de 2022 por Aníbal Torres no podía ser considerada por el Poder Ejecutivo como denegada, por lo que el expresidente Castillo nunca estuvo facultado para disolver legalmente el congreso según el artículo 134 de la Constitución peruana.